# Volker Heussler
Volker Theo Heussler (* 1962) ist ein deutscher Parasitologe, bekannt für Forschungen zur Malaria.
Heussler studierte an der Universität Karlsruhe, wo er 1990 am Institut für Genetik sein Diplom machte (über die Immunantwort auf den Erreger des Küstenfiebers Theileria parva) und war danach am Institut für Parasitologie der Universität Bern, wo er 1993 promoviert wurde. Sein Dissertationsthema lautete Protease gene expression in Fasciola hepatica and isolation of DNA probes specific for Fasciola hepatica. Als Post-Doktorand war er 1993 bis 1996 am International Lifestock Research Institute (ILRI) in Nairobi in der Abteilung Impfstoffentwicklung und Immunologie. Er leitete 1996 bis 2001 als Junior-Gruppenleiter eine Forschungsgruppe am Institut für Tier-Pathologie der Universität Bern und 2002 bis 2010 die Arbeitsgruppe Malaria I am Bernhard-Nocht-Institut für Tropenmedizin in Hamburg. 2005 habilitierte er sich an der Universität Bern (Theileria parva and Theileria annulata: Parasite survival strategies and host cell transformation). Seit 2010 ist er Professor für Molekulare Parasitologie und Zellbiologie an der Universität Bern.
Heussler untersucht mit seiner Gruppe das (noch nicht pathogene) Leberstadium des Malariaparasiten und verfolgt das Ziel, Impfstoffe und Therapien gegen den Erreger zu entwickeln, bevor er das pathogene Blutstadium erreicht. Nach einer zufälligen Beobachtung der Ablösung mit Parasiten gefüllter Leberzellen unter dem Mikroskop im Mai 2003 klärte er mit seiner Gruppe, wie der Erreger vom Leberstadium ins Blutstadium gelangt: er zwingt die befallene Leberzelle (in der sich 30.000 und mehr neue Zellkerne des Parasiten bildeten) Membranteile zu produzieren („Merosome“), in denen sich der Parasit vor dem menschlichen Immunsystem verstecken kann und ins Blut gelangt. Dabei wendet der Erreger noch weitere ausgeklügelte Täuschungsmanöver an, beispielsweise indem einige Parasiten in der Wirtszelle verbleiben und dort vom Immunsystem vernichtet werden und indem er Verfahren entwickelte, den eigentlich im Merosom eingetretenen Zelltod vor dem Immunsystem zu verbergen.
Im Mausmodell entwickelte Heussler auch mit portugiesischen Wissenschaftlern auf dem Leberstadium des Erregers basierende neue Impfstrategien. Dazu wurden gentechnisch veränderte Erreger entwickelt, die sich in Leberzellen vermehren (und das Immunsystem aktivieren), diese aber nicht verlassen können.
2007 erhielt er für die Entdeckung der Merosomen den Preis für medizinische Grundlagenforschung der Glaxo-Smith-Kline-Stiftung.